# إبراهيما كونتي (لاعب كرة قدم مواليد 1996)
إبراهيما كونتي (بالفرنسية: Ibrahima Sory Conté)‏ هو لاعب كرة قدم غيني في مركز الدفاع، ولد في 3 أبريل 1996 في كوناكري في غينيا. لعب مع نادي لوريان ونادي نيور.

## وصلات خارجية
- إبراهيما كونتي (لاعب كرة قدم مواليد 1996) على موقع رابطة كرة القدم الفرنسية للمحترفين (الإنجليزية)
- إبراهيما كونتي (لاعب كرة قدم مواليد 1996) على موقع قاعدة بيانات كرة القدم.إي يو (الإنجليزية)
- إبراهيما كونتي (لاعب كرة قدم مواليد 1996) على موقع ناشيونال فوتبول تيمز (الإنجليزية)
- إبراهيما كونتي (لاعب كرة قدم مواليد 1996) على موقع Soccerway.com (الإنجليزية)
- إبراهيما كونتي (لاعب كرة قدم مواليد 1996) على موقع AS.com (الإسبانية)